# 北美加勒比手球錦標賽
北美加勒比手球錦標賽（Nor.Ca. Men's Handball Championship）是北美和加勒比地區男子國家手球隊的官方比賽。除了衛冕冠軍外，該賽事還作為泛美手球錦標賽的資格賽。從2020年開始，這項賽事是世界男子手球錦標賽的資格賽。